# 高毅勤
高毅勤（1972年—），男，中国理论化学家、生物物理化学家，中国化学会会士，曾任北京大学化学与分子工程学院院长、教授。